# Список військовослужбовців Запорізької області, які загинули внаслідок російсько-української війни (з 2014)
У статті наведено список втрат українських військовослужбовців у російській збройній агресії проти України за 2017 рік.

## Список загиблих військовослужбовців ізЗапорізької області
| №        | Прізвище, ім'я, по батькові                        | Дата і місце народження                                                 | Про особу | Дата смерті     |
| -------- | -------------------------------------------------- | ----------------------------------------------------------------------- | --- | --------------- |
| Січень   |                                                    |                                                                         | |                 |
| 1        | Мінченко Олександр Степанович (Позивний «Аватар»)  | 13 листопада 1980, Полянівка, Мелітопольський район, Запорізька область | Старший сержант, командир 2 мотопіхотного взводу 3 мотопіхотної роти 23-го окремого мотопіхотного батальйону «Хортиця» 56-ї ОМПБр. До війни працював водієм. На фронт пішов у першу хвилю мобілізації, навесні 2014 року. Служив у 23-му БТО «Хортиця» з перших днів, старшим навідником гранатометного взводу, пройшов бої в районі Маріуполя, Широкиного, Гнутового. Після демобілізації, у березні 2015 року, вирішив продовжити службу за контрактом. Загинув під Маріуполем. | 11 січня 2017   |
| Лютий    |                                                    |                                                                         | |                 |
| 2        | Рева Юрій Андрійович (Позивний «Козак»)            | 26 березня 1961, Запоріжжя                                              | Солдат, гранатометник 1 роти 1 механізованого батальйону 54-ї окремої механізованої бригади. Працював майстром з водіння. Призваний за мобілізацією. У вересні 2016 року продовжив службу за контрактом. Загинув під час обстрілів на Світлодарській дузі. Залишилися мати, брат, дружина та двоє дітей, син і донька. | 2 лютого 2017   |
| 3        | Цинкуш В'ячеслав Іванович (Позивний «Цинк»)        | 30 червня 1993, Запоріжжя                                               | Солдат 46-го батальйону спеціального призначення «Донбас-Україна» 10-ї ОГПБр. На фронт пішов добровольцем ще у 2014 році. З 27 січня 2016 року перебував на службі за контрактом. Залишились мати, бабуся та двоє братів. | 6 лютого 2017   |
| 4        | Білявцев Андрій Олексійович                        | 24 серпня 1979, Вознесенка, Мелітопольський район, Запорізька область   | Молодший сержант, військовослужбовець 54-ї окремої механізованої бригади. Мобілізований у травні 2015 року, через рік підписав контракт. Ніс службу на передовій Світлодарської дуги. Залишилися мати, дружина та троє дітей. | 7 лютого 2017   |
| 5        | Сазонов Леонід Олександрович (Позивний «Борода»)   | 28 березня 1990, Запоріжжя                                              | Молодший сержант, зв'язківець 37-го окремого мотопіхотного батальйону «Запоріжжя» 56-ї ОМПБр. Навчався у Запорізькому юридичному інституті Дніпропетровського державного університету внутрішніх справ. Учасник Запорізького Євромайдану. На фронті з 2014 року, воював під Маріуполем, в Широкиному. Останні три місяці батальйон був виведений з лінії зіткнення. Загинув під Волновахою. Неодружений, залишилася мати, яка втратила єдиного сина. | 15 лютого 2017  |
| 6        | Пухно Дмитро Сергійович                            | 29 листопада 1978, Мелітополь, Запорізька область                       | Капітан, військовослужбовець 23-го окремого мотопіхотного батальйону «Хортиця» 56-ї ОМПБр. Виріс в родині військового, батько — підполковник запасу, рідний брат — теж офіцер. Закінчив Львівський військовий ліцей та Одеський інститут сухопутних військ. Був розподілений на посаду командира взводу в один з підрозділів, через три роки звільнений за скороченням штату. У вересні 2016 року уклав контракт із ЗСУ. У складі 23-го батальйону успішно виконував бойові завдання. Перебуваючи у відпустці, отримав травму голови, яка, як виявилося пізніше, стала смертельною. Без батька залишилась дитина 2008 р. н.     | 17 лютого 2017  |
| Березень |                                                    |                                                                         | |                 |
| 7        | Дзиза Віталій Олексійович                          | 29 листопада 1978, Смирнове, Більмацький район, Запорізька область      | Матрос, старший навідник гранатометного відділення взводу вогневої підтримки 1 роти 501-го окремого батальйону морської піхоти 36-ї окремої бригади морської піхоти. З літа 2016 року перебував на службі за контрактом. Залишились мати, дружина та донька 2016 р. н. | 10 березня 2017 |
| 8        | Ілюшко Ігор Михайлович                             | 10 лютого 1989, Чорноземне, Якимівський район, Запорізька область       | Молодший сержант, командир гармати 92-ї окремої механізованої бригади. У 2007 році закінчив Мелітопольський Професійний ліцей залізничного транспорту, де здобув фах помічника машиніста електровозу. Там же здобув другу професію слюсаря-ремонтника. Відслужив строкову службу. Працював в локомотивному депо Нижньодніпровськ-Вузол помічником машиніста, бригадиром бригади слюсарів. З 29 березня 2016 року перебував на військовій службі за контрактом. Загинув під Мар'їнкою під час обстрілу. Залишилися батьки, громадянська дружина і двоє маленьких синів, 2014 і 2015 р. н.                                        | 17 березня 2017 |
| 9        | Вельможко Антон Миколайович                        | 7 січня 1989, Запоріжжя                                                 | Солдат, військовослужбовець 54-ї окремої механізованої бригади. З липня 2014 року працював у ПрАТ «Запоріжвогнетрив», вогнетривником в цеху ремонту промислового обладнання. У війську з 2015 року, 14 грудня 2016 року підписав контракт. Загинув поблизу Світлодарської дуги. Залишились мати і брат. | 29 березня 2017 |
| 10       | Педак Олександр Анатолійович (Позивний «Шао-Лінь») | 4 квітня 1989, Запоріжжя                                                | Старший солдат, старший навідник мінометної батареї 1-го механізованого батальйону 72-ї окремої механізованої бригади. Був призваний за мобілізацією у лютому 2015 року, згодом підписав контракт до закінчення особливого періоду. Загинув під час боїв за промзону Авдіївки. Залишилося двоє дітей. | 30 березня 2017 |
| 11       | Капралов Володимир Васильович                      | 8 липня 1981, Вільнянськ, Запорізька область                            | Гранатометник 92-ї окремої механізованої бригади. До війни працював будівельником, їздив на заробітки до РФ. У 2015 році пішов добровольцем на фронт у складі 37-го ОМПБ «Запоріжжя». У лютому 2017 року підписав контракт на військову службу в 92-гу ОМБр. Мати померла навесні 2016 року, залишилися батько, сестра, син 2008 р. н. | 31 березня 2017 |
| Квітень  |                                                    |                                                                         | |                 |
| 12       | Свіренко Максим Олександрович                      | 9 серпня 1986, Запоріжжя, Хортицький район                              | Військовослужбовець 55-ї ОАБр. Раніше, 2015 року, був мобілізованим, служив зенітником у 9-му ПОП Національної гвардії України, в/ч 3029. З 2 квітня 2017 року перебував на службі за контрактом в ЗСУ. Залишилися мати, дружина та маленька донька | 2 квітня 2017   |
| 13       | Слауцький Віталій Вікторович                       | 6 липня 1996, Миколаївка, Запорізька область                            | Військовослужбовець Національної гвардії України. З 10 березня 2016 року перебував на військовій службі за контрактом. Залишилися мати, сестра і молодший брат. | 2 квітня 2017   |
| 14       | Кучерков Микола (Позивний «Танк»)                  | 9 січня 1990, Новоспаське, Приазовський район, Запорізька область       | Військовослужбовець 23-го ОМПБ «Хортиця» 56-ї ОМБр. 3 початком бойових дій у 2014 році добровольцем пішов до Мелітопольсько-Веселовський військкомату, служив у 37-му ОМПБ «Запоріжжя». Після демобілізації, за кілька місяців, повернувся на військову службу за контрактом у 23-й ОМПБ. 29 квітня 2017 року отримав поранення від кулі снайпера поблизу промзони Авдіївки на Донеччині. Більше п'яти годин лікарі боролися за життя хлопця у лікарні, але наскрізне проникне поранення черевної порожнини було несумісним із життям. Мешкав у місті Мелітополь.                                                               | 29 квітня 2017  |
| Травень  |                                                    |                                                                         | |                 |
| 15       | Богданов Сергій Вікторович (Позивний «Бетмен»)     | 2 травня 1957, Мелітополь, Запорізька область                           | Сержант, військовослужбовець 23-го ОМПБ «Хортиця» 56-ї ОМБр. Загинув 2 травня о 21:30 від наскрізного поранення у груди поблизу Авдіївської промзони на Донеччині, у день свого ювілею. 2 травня Сергію виповнилося 60 років. Був мобілізований 16 квітня 2015 року до роти охорони Мелітопольсько-Веселівського ОРВК. 30 червня 2015 року перейшов на контракт у 23-й ОМПБ. На війні командував відділенням зенітно-артилерійського взводу, займав одну з найважливіших позицій, адже спілкувався безпосередньо з підлеглими, допомагав їм вирішувати побутові, фінансові і документальні проблеми. Мешкав у місті Мелітополь. | 2 травня 2017   |
| 16       | Тинянов Олександр Сергійович                       | 17 червня 1990, Таврійське, Запорізька область                          | Сержант, військовослужбовець 55-ї ОАБр. 2 травня 2017 року біля Авдіївки пострілом у голову влучив снайпер. Олександра евакуювали в Дніпро, де медики більше двох тижнів намагалися його врятувати. 19 травня 2017 року помер у лікарні ім. Мечникова. | 19 травня 2017  |
| Червень  |                                                    |                                                                         | |                 |
| 17       | Казаков Олексій                                    | 1994, Кам'янка-Дніпровська, Запорізька область                          | Старший лейтенант, командир взводу 55-ї ОБЗ. Закінчив Київський військовий інститут. У 2015 році призначений на посаду командира взводу в/ч А1671 (Рівне). Помер від ураження струмом під час перевірки ешелону з військовими. Залишились батьки і сестра. Мешкав у місті Мелітополь. | 11 червня 2017  |
| Липень   |                                                    |                                                                         | |                 |
| 18       | Сметанін Андрій Володимирович                      | 4 березня 1981, Авдіївка, Донецька область                              | Старший сержант, військовослужбовець 43-го ОМПБ «Патріот» 53-ї ОМБр. Зі шкільних років мешкав у с. Різдвянка Запорізької області. Наприкінці 1990-х працював у КСП «8 Березня». Строкову службу проходив у Білоцерківському зенітно-ракетному полку. У серпні 2016 року вступив на військову службу за контрактом. Залишились мати, дружина та донька. | 3 липня 2017    |
| 19       | Дудін Олександр В'ячеславович                      | 20 січня 1994, Більмак, Більмацький район, Запорізька область           | Солдат, військовослужбовець 9-го ПОП НГУ, в/ч 3029. Після проходження строкової служби у лавах ЗСУ, підписав контракт на службу в НГУ, ніс службу в зоні АТО. | 30 липня 2017   |
| Серпень  |                                                    |                                                                         | |                 |
| 20       | Федан Валерій Олександрович                        | 21 травня 1997, Любимівка, Михайлівський район, Запорізька область      | Військовослужбовець 72-ї ОМБр. До служби у лавах ЗСУ був студентом ЗНУ. | 11 серпня 2017  |
| Вересень |                                                    |                                                                         | |                 |
| 21       | Динька Олег Миколайович (Позивний «Динька»)        | 25 жовтня 1974, Запоріжжя                                               | Боєць ДУК «Правого сектора». Загинув, підірвавшись на розтяжці, в районі населеного пункту Піски Донецької області. | 6 вересня 2017  |